# Lypotigris reginalis
Lypotigris reginalis is een vlinder uit de familie van de grasmotten (Crambidae). De wetenschappelijke naam van de soort is voor het eerst gepubliceerd in 1781 door Caspar Stoll.
De soort komt voor in Florida, Cuba, Trinidad en Tobago, Honduras, Costa Rica, Panama en Suriname.